# Трансплантација зуба
Трансплантација зуба је хируршки захват којим се врши премештање зуба (лат. transplantatio dentis) или његовог заметка (лат. transplantatio folliculi dentis) из једне у другу зубну чашицу. Данас се овај појам готово увек односи на аутотрансплантацију, јер је тешко наћи даваоца потребног зуба или заметка. Поред аутотрансплантације, постоје и друге врсте трансплантације зуба:
- изогена трансплантација - где се врши трансплантација између две генетички истоветне јединке (близанци);
- хомогена трансплантација - која се врши између две јединке исте врсте (са човека на човека) и
- ксеногена трансплантација - која се врши између јединки различитих врста (са животиње на човека).

Трансплантација најчешће подразумева премештање авиталног („мртвог”) зуба и његову имобилизацију. Он није повезан са алвеолом еластичним влакнима, већ долази до настанка чврсте везе између корена зуба и новоствореног коштаног ткива. Силе које настају током жвакања, а које се код здравог зуба делимично амортизују, сада се преносе директно на виличну кост. То за последицу има активирање ћелија кости (остеокласта), које доводе до пропадања и одбацивања трансплантата.
Код млађих особа се углавном врши трансплантација заметка и то најчешће заметка умњака на место извађеног првог сталног кутњака. На тај начин се развија виталан зуб са нормалном циркулацијом. С обзиром да се у дечјем узрасту не препоручују фиксни протетски радови, рађене су и трансплантације преткутњака на место изгубљеног секутића. Тако се добија зуб са нормалним потпорним апаратом на коме се касније изводе естетске корекције (брушење круне и сл).

## Индикације за трансплантацију
- зуби са мртвом пулпом који се не могу излечити;
- пародонтопатични зуби у терминалној фази болести, када пародонтолошко лечење не би било ефикасно;
- зуби који ометају израду задовољавајуће протетске надокнаде;
- зуби који ометају извођење ортодонтског третмана;
- импактирани (неизрасли), полуимпактирани и искошени зуби, поготово ако су узрок запаљења, раница или ометају развој суседног зуба.[1]